# Masaaki Yanagishita
Masaaki Yanagishita (柳下 正明, Yanagishita Masaaki) est un footballeur japonais né le 1er janvier 1960, reconverti entraîneur. Au cours de sa carrière de joueur, il évoluait au poste de défenseur.

## Biographie

### Carrière de joueur
Avec l'équipe du Japon des moins de 20 ans, il participe à la Coupe du monde des moins de 20 ans en 1979. Lors du mondial junior organisé au Japon, il joue trois matchs : contre l'Espagne, l'Algérie, et le Mexique (deux nuls, une défaite).

### Carrière d'entraîneur
Il dirige les joueurs du Júbilo Iwata et de l'Albirex Niigata en première division.

## Palmarès

### Joueur
- Champion du Japon en 1988 avec le Yamaha Motors
- Vainqueur de la Coupe du Japon en 1982 avec le Yamaha Motors
- Finaliste de la Coupe du Japon en 1989 avec le Yamaha Motors
- Finaliste de la Coupe de la Ligue japonaise en 1989 avec le Yamaha Motors

### Entraîneur
- Vice-champion du Japon en 2003 avec le Júbilo Iwata
- Vainqueur de la Coupe de la Ligue japonaise en 2010 avec le Júbilo Iwata
- Vainqueur de la Coupe Suruga Bank en 2011 avec le Júbilo Iwata